# Campanula sauvagei
Campanula sauvagei là loài thực vật có hoa trong họ Hoa chuông. Loài này được Quézel mô tả khoa học đầu tiên năm 1953.